# Carlo Sommaruga

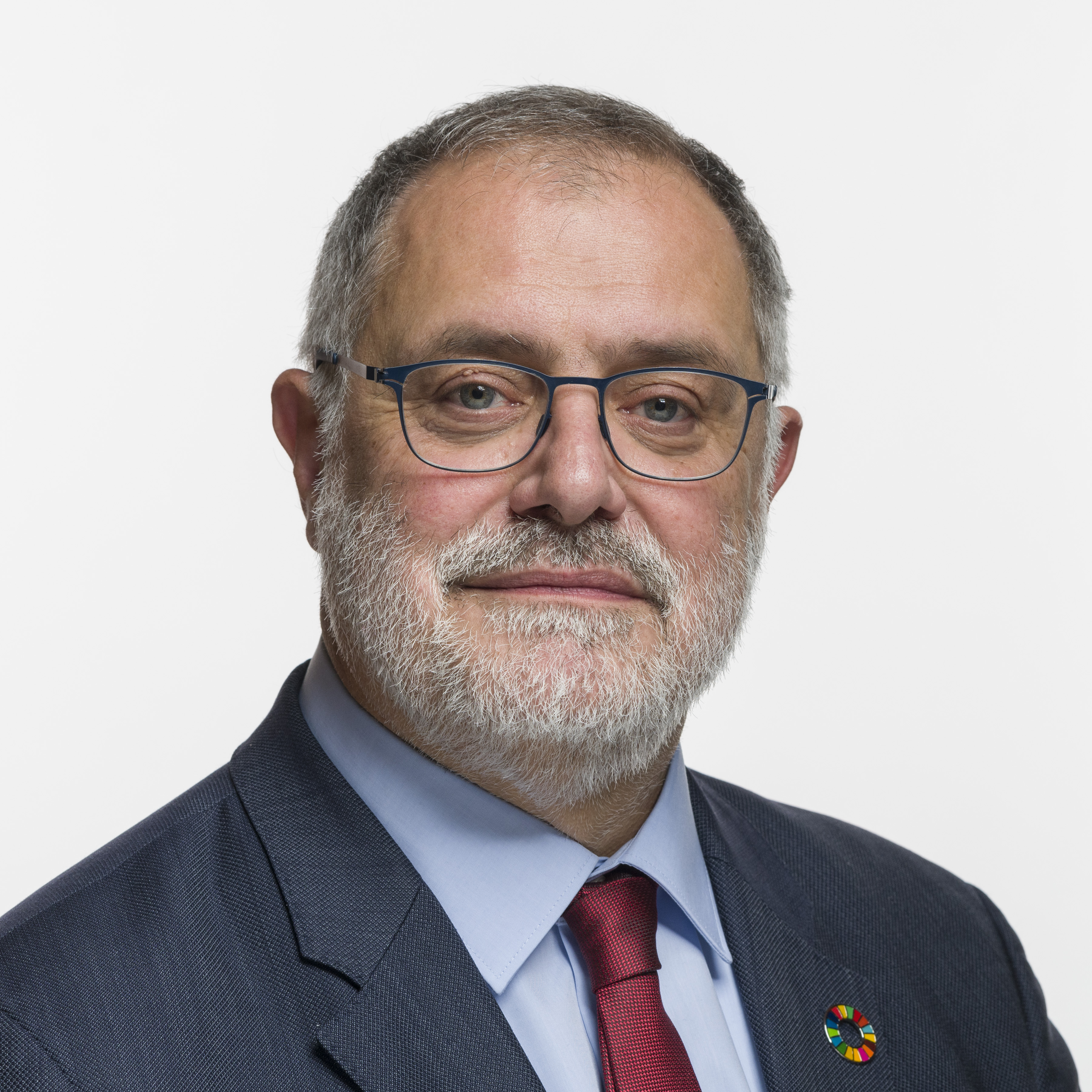
Carlo Sommaruga (2019)

Carlo Luca Maria Sommaruga (* 8. Juli 1959 in Zürich; heimatberechtigt in Lugano) ist ein Schweizer Politiker (SP) und seit 2019 Ständerat. Von 2003 bis 2019 war er Nationalrat.

## Biografie
Carlo Sommaruga studierte an der Universität Genf Rechtswissenschaften und erhielt im Jahr 1989 das Anwaltspatent.
Erste politische Erfahrungen sammelte er von 1991 bis 2001 als Mitglied der Legislative der Gemeinde Thônex. 2001 wurde er in den Grand Conseil des Kantons Genf gewählt, dem er bis zu seiner Wahl in den Nationalrat bei den Wahlen 2003 angehörte. In den Wahlen 2007, 2011 und 2015 wurde er wiedergewählt. Er war Mitglied der Aussenpolitischen Kommission, der Kommission für Rechtsfragen, der Redaktionskommission, der Gerichtskommission der Vereinigten Bundesversammlung und der Delegation für die Beziehungen mit Frankreich.
Im Jahr 2007 versuchte Sommaruga erfolglos, auf dem Weg über eine Interpellation das Agassizhorn im Berner Oberland umbenennen zu lassen, weil er den Forscher «Louis Agassiz vom Sockel holen» wollte. Der Bundesrat verurteilte zwar rassistische Ansichten des Namensgebers, sah jedoch keinen Grund für eine Umbenennung. Grundlage für den Versuch war Hans Fässlers Buch Reise in Schwarz-Weiss (2005).
Sommaruga präsidiert die parlamentarische Gruppe Schweiz-Palästina und unterstützt aktiv die BDS-Bewegung, die zum Boykott von israelischen Produkten aufruft.
Seit 2016 ist er Präsident des Schweizerischen Mieterinnen- und Mieterverbandes. Er präsidiert seit 2018 die NGO Solidar Suisse.
Bei den Wahlen 2019 wurde er im zweiten Wahlgang in den Ständerat gewählt. Bei den Wahlen 2023 erreichte Sommaruga im ersten Wahlgang den dritten Platz; im zweiten Wahlgang schaffte er die Wiederwahl. Er ist seit 2019 Mitglied der Aussenpolitischen Kommission, der Geschäftsprüfungskommission, der Kommission für Rechtsfragen (2021 bis 2023 Präsident) sowie der Kommission für Wirtschaft und Abgaben. Von 2019 bis 2023 war er Mitglied der Begnadigungskommission der Vereinigten Bundesversammlung, seit 2023 gehört er der Gerichtskommission der Vereinigten Bundesversammlung an.
Sommaruga arbeitet als Rechtsanwalt beim Genfer Mieterverband. Der schweizerisch-italienische Doppelbürger ist Vater von vier Kindern und lebt in Genf. Der frühere Schweizer Diplomat Cornelio Sommaruga ist sein Vater, Alt-Bundesrätin Simonetta Sommaruga (SP) eine Cousine.